# An Naer Produksion
An Naer Produksion est une maison de production discographique en Bretagne, créée en 1996 à Lézardrieux dans le Trégor par 17 associés, cinq musiciens et douze d'autres professions. Les nombreuses communications écrites (Libération, Ouest France, Le Télégramme, Ar Men, Celtics, Trad Mag...)[source insuffisante] ainsi que les nombreuses distinctions obtenues (prix Du-mañ Du-se, prix Produit en Bretagne, prix Coop Breizh...)[source insuffisante] confirment la place reconnue du label dans le paysage musical breton. 

## Histoire
Le premier album produit est celui du groupe Dibenn, dont faisait partie la chanteuse Annie Ebrel, un CD sorti en 1996.
La société a produit les albums d'artistes de musique bretonne comme Bernez Tangi, BD Swing Orchestra, Bugel Koar (Marthe Vassallo & Philippe Ollivier), Darhaou, Jean-Michel Veillon-Yvon Riou, Hastañ, Kej, Kornog, Alain Michel-Daniel Le Noan, Loened Fall, Michel Aumont (clarinettiste), Spontus et les Kanerion Pleuigner. L'esthétisme des disques est assuré par le dessinateur Lidwine.